# Thymoites ulleungensis
Thymoites ulleungensis là một loài nhện trong họ Theridiidae.
Loài này thuộc chi Thymoites. Thymoites ulleungensis được Kap Yong Paik miêu tả năm 1991.